# Jane Feather
Jane Feather (* 1945 in Kairo, Ägypten als Jane Robotham) ist eine britisch-amerikanische Autorin von historischen Liebesromanen. 1984 schrieb sie unter dem Pseudonym Claudia Bishop fünf zeitgenössische Romanzen. Sie ist eine New-York-Times-Bestseller- und preisgekrönte Autorin und hat mehr als zehn Millionen Romane im Umlauf.

## Biografie
Jane Robotham wurde 1945 in Kairo (Ägypten) geboren und ist in New Forest, im Süden Englands, aufgewachsen. Sie hat einen Master-Abschluss in angewandter Sozialforschung von der Oxford University. Sie ist verheiratet und hat drei Kinder.
1978 zog sie mit ihrem Mann und ihren Kindern nach New Jersey, wo sie als psychiatrische Sozialarbeiterin arbeitete.
1981 begann sie ihre Schreibkarriere, nachdem sie und ihre Familie nach Washington D.C. gezogen waren. Seit ihrer Drucklegung im Jahr 1984 schrieb sie fünf zeitgenössische Romane unter dem Pseudonym Claudia Bishop und seit 1986 schreibt sie historische Romane unter ihrem Namen Jane Feather.